# Камперос, Димитриос
Димитриос Камперос или Камберос (греч. Δημήτριος Καμπέρος, 1883 — 1942) один из пионеров греческой авиации.

Димитриос Камперос — Военный музей, Афины

## Биография

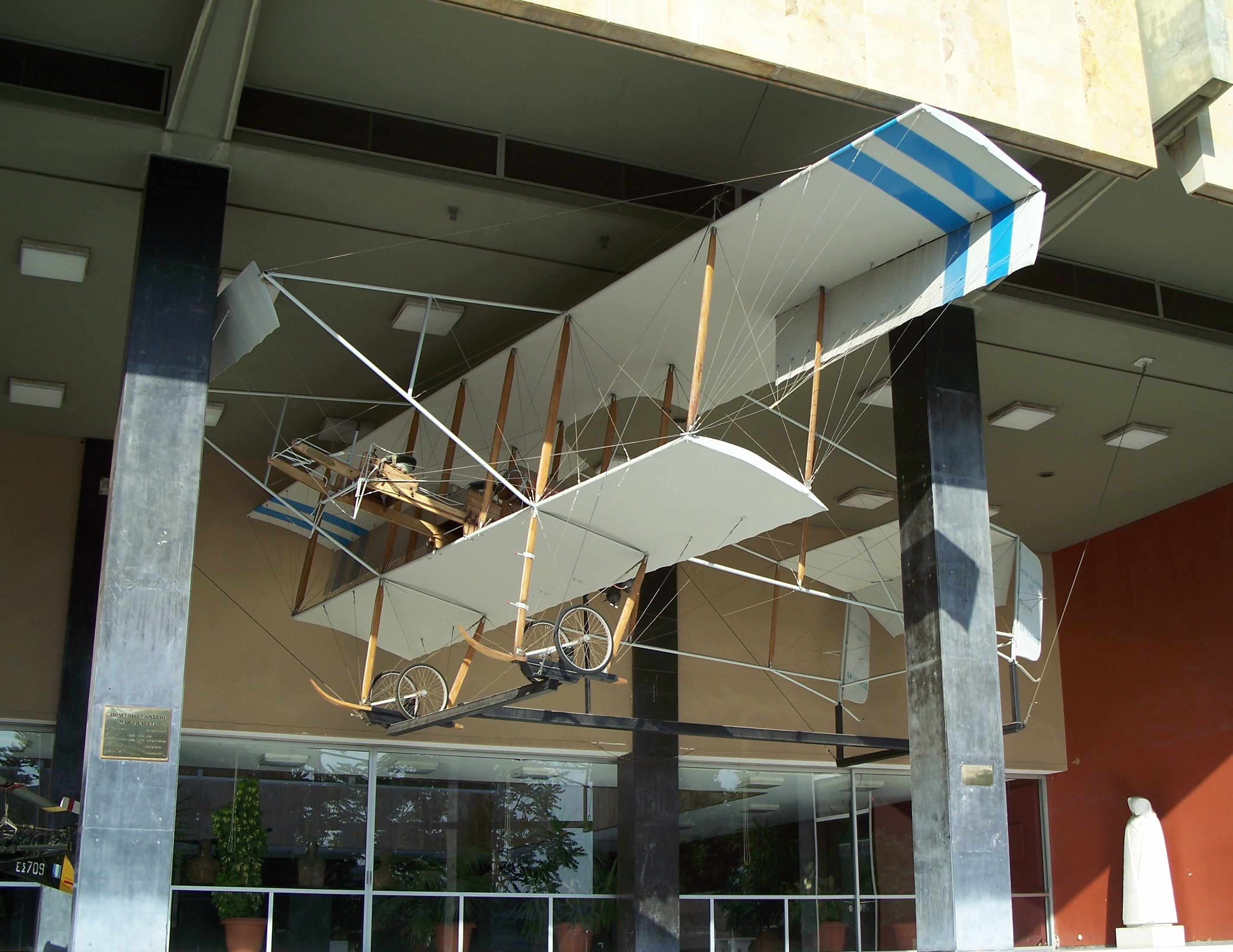
Henry Farman Daedalus

Будучи артиллерийским офицером, Камперос попал в группу из 6 греческих офицеров, посланных в 1911 году во Францию на обучение лётному делу, дабы вступить в только-что сформировавшееся авиационное соединение греческой армии. Через 2 месяца Камперос стал первым греческим офицером, получившим диплом пилота, но в самой Греции первый полёт совершил Аргиропулос, Эммануил, на личном самолёте, 8 февраля 1912 г.
13 мая 1912 года Камперос совершил первый в Греции полёт на военном самолете типа Henry Farman под именем Дедал. В июне того же года, после того как его биплан был переоборудован в гидроплан, Камперос побил мировой рекорд скорости в 110 км в час.
С началом Балканской войны 11 октября 1912 года он выполнил первый разведывательный полет.
Камперос принял участие в боях за освобождение города Янина, Эпир.
По окончании Первой мировой войны Камперос был лётным инструктором у молодых пилотов и некоторое время возглавлял Школу Икаров (греческое военно-воздушное училище).
Димитриос Камперос умер в 1942 году от голода и лишений во время тройной германо-итало-болгарской оккупации Греции.

## Камперос в греческом жаргоне
Впечатлённые первыми полётами Кампероса жители города Пирей приклеили к его фамилии эпитет «сумасшедший» (греч. Τρελοκαμπέρος), ставший именем нарицательным для особ неординарного поведения (женский вариант — греч. Τρελοκαμπέρω).